# Lasioptera corusca
Lasioptera corusca är en tvåvingeart som beskrevs av Frederick Askew Skuse 1888. Lasioptera corusca ingår i släktet Lasioptera och familjen gallmyggor. Inga underarter finns listade i Catalogue of Life.